# البابا يوحنا بولس الثاني واليهودية
شهدت حبرية البابا يوحنا بولس الثاني ثورة إيجابية في العلاقات الكاثوليكية اليهودية، وفي المصالحة المسيحية اليهودية.
في عام 1979 زار البابا يوحنا بولس الثاني معتقل أوشفيتز الألماني في بولندا، حيث لاقى العديد من اليهود البولنديين حتفهم خلال الاحتلال النازي لبولندا في الحرب العالمية الثانية. في عام 1998 أصدر البابا منشورًا بابويًا بعنوان «نحن نتذكر: تأملات في المحرقة» أوجزت تفكيره حول المحرقة اليهودية، كما كان أول بابا يقوم بزيارة بابوية رسمية لكنيس عندما زار الكنيسة اليهودي في روما يوم 13 أبريل 1986.
في عام 1994 أقام البابا يوحنا بولس الثاني علاقات رسمية بين الكرسي الرسولي وإسرائيل بعد اتفاقيات أوسلو التي كان من المقرر أن تفضي إلى سلام في الشرق الأوسط، ولهذه المناسبة أقام البابا حفلاً حضره حاخام روما الأكبر ورئيس جمهورية إيطاليا والناجين من المحرقة في جميع أنحاء العالم. خلال زيارته إسرائيل عام 2000 زار البابا نصب ياد فاشيم، وهو النصب التذكاري للمحرقة اليهودية في إسرائيل، كما أنه زار حائط المبكى الذي يعتبر واحدًا من أقدس المواقع في الديانة اليهودية، ووضع هناك - حسب العادات اليهودية - رسالة دعا خلالها للصفح عن الإجراءات التي تمت ضد اليهود. في يناير 2005 أصبح البابا أول حبر أعظم ينال بركة من حاخام أثناء زيارة الحاخام بنيامين بليش للقصر الرسولي.
ومباشرة بعد وفاته، أصدرت جمعية آي.دي.إل اليهودية بيانًا قالت فيه أن البابا يوحنا بولس الثاني قد أحدث ثورة في العلاقات الكاثوليكية اليهودية، وقالت التحسينات التي وقعت خلال ثمانية وعشرين عامًا من باباويته لم تحصل خلال ألفي عام من قبل.